# Főrendiház

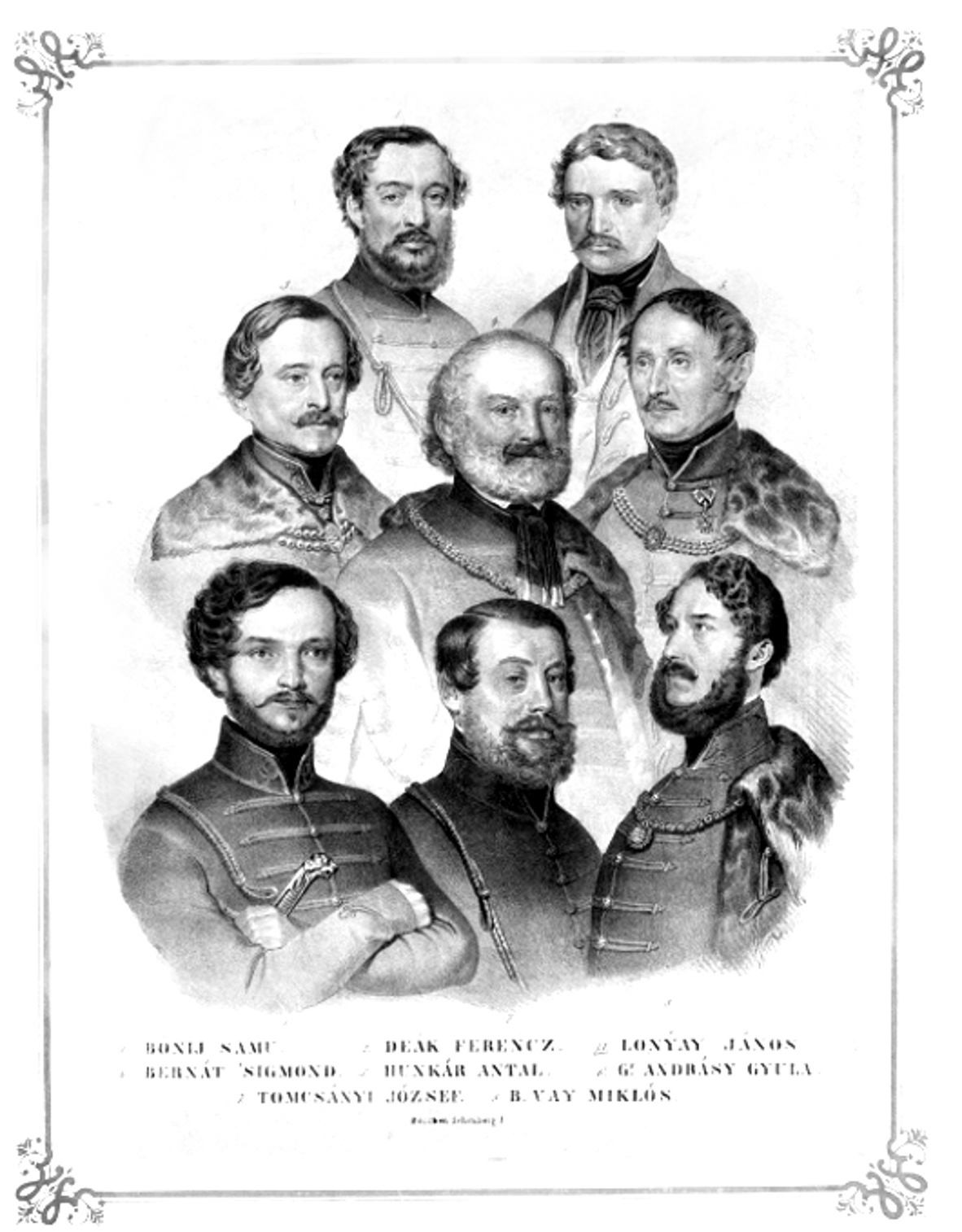
Főrendiházi képviselők 1865 körül

A Főrendiház a magyar országgyűlés felsőháza volt, amely jogilag 1926-ig állt fenn, ám ténylegesen csak 1918. november 16-ig működött.

## Története
A mohácsi csata után, a magyar kétkamarás rendszer kifejlődésével az ország két első rendje, a főpapi és főúri rendek alkották a felső vagy főrendi táblát (Excelsi Proceres), kezdetben szokás, majd törvények, így különösen az 1608. k. u. I. és az 1687. X. törvénycikkek alapján. Tagjai voltak az érsekek, római és görögkatolikus megyés püspökök, a görög nem egyesült megyés főpapok, a választott, fölszentelt és címzetes püspökök, a pannonhalmi főapát, a zágrábi nagyprépost, a jászói prépost; továbbá a világi főurak: a zászlósok, a pozsonyi gróf, a koronaőrök, az örökös és kinevezett főispánok, a fiumei kormányzó és a horvát közgyűlés küldöttei, valamint a magyar hercegek, grófok és bárók; később a szabad kerületek és vidékek főkapitányai, a székelyek főkirálybírái, az erdélyi szászok ispánja, Pest-Pilis és Solt vármegye főispáni helytartója és a volt erdélyi királyi regalisták.
Tagjainak száma meghaladta a 750-et. A főrendi tábla e szervezetét az 1848-as nagy alkotmányreform nem érintette; címe ugyan már 1867-től Főrendiház, de a kornak megfelelő átalakítást csak az 1885. VII. tc. által nyerte. Legjelentékenyebb változások, hogy kimaradtak a címzetes püspökök, a főispánok, a királybírók, kapitányok, a szászok ispánja és az erdélyi regalisták; a címzetes (született) főurak régi jogukat megtartották ugyan, de csak bizonyos cenzushoz kötve gyakorolhatták. Másrészt azonban tagsági jogot nyertek a két protestáns és az unitárius egyházak egyes püspökei, illetve főtisztviselői, valamint a budapesti főbíróságok elnökei, továbbá a király is nevezhetett ki tagokat és az új Főrendiház alakulásánál néhányan választtattak.
Az 1890-es évek végén a főrendiház tagjai a következők voltak: 
1. Örökös jogon: az uralkodóház teljes korú főhercegei (akiket a régi táblához is meghívtak, ha Magyarországon földbirtokosok voltak); továbbá a magyar Főrendiházban tagságra addig jogosított, nemkülönben az Erdélyi Fejedelemségben, annak Magyarországgal történt egyesítése előtt, a magyar királyoktól grófi vagy bárói címet nyert családok mindazon 24. évüket betöltött (nagykorú) férfitagjai, akik egyedül vagy a velük egy háztartásban élő nejük és kiskorú gyermekeik vagyonát is odaszámítva, a magyar állam területén oly földbirtoknak tulajdonosai, haszonélvezői vagy hitbizománynak birtokosai voltak, amelynek egyenes állami földadója a rajta levő lakóházak és gazdasági épületek házosztályadójával együtt legalább 3000 forintot tett ki.
2. Méltóság vagy hivatal alapján: az ország zászlósai és a pozsonyi gróf, a két koronaőr, a fiumei kormányzó, a Magyar Királyi Kúria elnöke és másodelnöke, a budapesti Királyi Ítélőtábla elnöke; továbbá a magyar Szent Korona országainak latin és görög szertartású római katolikus egyháznagyjai, a hercegprímás és a többi érsek, a megyés püspökök, a nándorfehérvári és tinnini fölszentelt püspökök, a pannonhalmi főapát, a jászói prépost és az aurániai perjel; a görögkeleti egyháznagyok, mint a román metropolita, szerb patriárka és a megyés püspökök; valamint a református és evangélikus egyháznak hivatalban levő legidősebb három-három püspöke, az előbbinek hivatalban levő legidősebb három főgondnoka, az utóbbinak egyetemes főfelügyelője és hivatalban levő legidősebb két kerületi felügyelője, az unitárius egyháznak pedig hivatalban levő egyik idősebb elnöke, azaz vagy püspöke vagy főgondnoka.
3. Élethossziglani tagok, akiket a király a Szent István koronája országainak polgárai közül a minisztertanács felterjesztésére kinevezett. E kinevezetteknek száma a ház első alakulásakor harmincnál, azután évenként ötnél, összesen pedig ötvennél nagyobb nem lehetett.
4. A horvát-szlavón társországok gyűlése által választott három követ.
5. Választás alapján tagjai lehettek a Főrendiháznak életük tartamára azok, akiket a régi Főrendiház igazolt tagjai azon igazolt tagok közül megválasztottak, akik személyes tagsági jogukat az új Főrendiházban nem gyakorolhatták. Számuk 50 volt, és ha tagsági joguk megszűnt, helyük többé nem volt betöltve.

Az 1890-es évek végén a Főrendiház körülbelül 362 tagból állt.
1918 októberében az ország irányítását átvevő új, demokratikus vezetőréteg a Főrendiház megszüntetését követelte. Végül nem oszlott fel, az elnök, Wlassics Gyula november 16-án az ülést berekesztette, így az tulajdonképpen nem szűnt meg, csak „átmenetileg” szünetelt, a Képviselőház viszont feloszlatta magát ezen a napon. Helyüket az első magyar köztársaságban átvette az átszervezett Nemzeti Tanács, Nagy nemzeti Tanács néven.
Az 1926. március 24-én tartott szavazás eredménye az volt, hogy a nemzetgyűlés nagy többsége elvetette Farkas Tibor indítványát. Október 21-én a parlamentben kezdték meg a felsőház vitáját, amelyben boldogfai Farkas Tibor országgyűlési képviselő, legitimista politikus, nyíltan kijelentette: „Én a főrendiház megszüntetését, mint ahogy azt a javaslat tervezi, a legnagyobb mértékben ellenzem, mért ez lesiklás arról az egyenes útról, amelyen a régi nemzetgyűlés járt és a mostani is jár, és azonkívül áldozatokat is jelent ez a reform, mégpedig minden ellenérték nélkül. Szerintem a magyar alkotmány nem olyan gazdag intézményekben, hogy bármelyiket is nélkülözhesse és lehetetlenné tegye, hogy a jövőben az ország hasznára válhasson”.
A Főrendiház többé nem ült már össze, a demokratikus eszméknek megfelelően az 1926. évi XXII. törvénycikk szerint átalakult Felsőházzá.